# Dirck Volckertszoon Coornhert
Dirck Volckertszoon Coornhert (n. 1522 - d. 29 octombrie 1590) a fost un scriitor, traducător, filozof,  om politic și teolog neerlandez.
Scrierile sale au un caracter umanist și sunt îndreptate împotriva dogmatismului și intoleranței religioase.

## Opera
- 1567: Comedie despre iubire și mâhnire ("Comedie van lief en leedt");
- 1575: Cartea de cântece a lui Coornhert ("Coornherts liedboek");
- 1685: Moralitate sau arta de a trăi bine ("Zedekunst, dat ist wellevenkunste").

Coornhert a tradus din scriitorii clasici latini, precum Cicero, Seneca sau din Erasmus din Rotterdam.